# 35 Левкотея
35 Левкотея — астероїд головного поясу, відкритий 19 квітня 1855 року.
Тіссеранів параметр щодо Юпітера — 3,202.